# Temă cu variațiuni
Temă cu variațiuni este un film românesc din 1964 regizat de Dona Barta.